# ناحیه دیولا
ناحیهٔ دْیولا (به مجاری: Gyulai járás) یک ناحیه در مجارستان است که در بکش واقع شده‌است و ۴۱۳٫۲۲ کیلومتر مربع مساحت و ۴۱٬۶۲۷ نفر جمعیت دارد.